# Karen Mnacakanjan
Karen Mnacakanjan (* 3. března 1977 Jerevan) je bývalý arménský zápasník – klasik.

## Sportovní kariéra
Zápasení se věnoval od 11 let. Specializoval se na řecko-římský styl. V arménské mužské reprezentaci s pohyboval od roku 1997 ve váze do 58 kg. V roce 2000 se kvalifikoval na olympijské hry v Sydney. Nevyladil však optimálně formu a po dvou těsných porážkách nepostoupil ze základní skupiny do vyřazovacích bojů. Od roku 2002 startoval ve váze do 60 kg, ve které soupeřil o post reprezentační jedničky s Va'anem Džu'arjanem. V roce 2004 se na olympijské hry v Athénách nekvalifikoval. Od roku 2005 se střídavě připravoval na vrcholové turnaje. V roce 2008 uspěl v olympijské kvalifikaci a startoval na olympijských hrách v Pekingu, kde prohrál v úvodním kole s Japoncem Makoto Sasamotem 0:2 na sety. Vzápětí ukončil sportovní kariéru.

## Výsledky
| Turnaj             | 1993 | 1994 | 1995 | 1996 | 1997 | 1998 | 1999 | 2000 | 2001 | 2002 | 2003 | 2004 | 2005 | 2006 | 2007 | 2008 |
| Turnaj             | 16   | 17   | 18   | 19   | 20   | 21   | 22   | 23   | 24   | 25   | 26   | 27   | 28   | 29   | 30   | 31   |
| Turnaj             | -57  | -57  | -57  | -57  | -58  | -58  | -58  | -58  | -58  | -60  | -60  | -60  | -60  | -60  | -60  | -60  |
| ------------------ | ---- | ---- | ---- | ---- | ---- | ---- | ---- | ---- | ---- | ---- | ---- | ---- | ---- | ---- | ---- | ---- |
| Olympijské hry     |      |      |      | —    |      |      |      | úč.  |      |      |      | —    |      |      |      | úč.  |
| Mistrovství světa  | —    | —    | —    |      | —    | —    | úč.  |      | 2.   | úč.  | úč.  |      | —    | úč.  | —    |      |
| Mistrovství Evropy | —    | —    | —    | —    | 1.   | úč.  | 3.   | —    | úč.  | 4.   | úč.  | —    | —    | 1.   | —    | —    |
| MS juniorů         |      | 3.   |      | —    | úč.  |      |      |      |      |      |      |      |      |      |      |      |
| ME juniorů         | —    |      | 1.   | —    | 1.   |      |      |      |      |      |      |      |      |      |      |      |
| MS dorostenců      | 1.   |      |      |      |      |      |      |      |      |      |      |      |      |      |      |      |